# Голишівська волость
Голишівська волость — адміністративно-територіальна одиниця Овруцького і Коростенського повітів Волинської губернії Української СРР та СРСР з адміністративним центром у селі Голиші. Чисельність населення, станом на 1923 рік, становила 3 014 осіб.

## Історія та адміністративний устрій
До складу волості увійшли колишні населені пункти Кисорицької волості Овруцького повіту, що залишилися на території Української СРР, внаслідок підписання Ризького мирного договору. 27 січня 1921 року до складу волості включено хутір Бараки, 27 травня 1921 року — слободи Броницька Гута і Брониця та колонію Криниці Селищської волості Рівненського повіту. У березні 1921 року передана до складу новоствореного Коростенського повіту.
| Назва               | Тип     | Дворів | Мешканців |
| ------------------- | ------- | ------ | --------- |
| Баців               | хутір   | 23     | 137       |
| Брониця             | слобода | 92     | 401       |
| Броницький Завод    | хутір   | 74     | 440       |
| Василів             | хутір   | -      | -         |
| Голиші              | село    | 161    | 810       |
| Жерело              | хутір   | 45     | 223       |
| Задерев'є           | хутір   | 43     | 187       |
| Криниці             | хутір   | 28     | 131       |
| Майдан Голишівський | село    | 120    | 526       |
| Мар'ямпіль          | слобода | 43     | 187       |
| Приход              | хутір   | 27     | 159       |

У 1923 році на території волості утворено Броницьку (Броницький Завод, Брониця, Криниці, Приход), Голишівську (Баців, Голиші) та Майданську (Майдан Голишівський, Василів, Жерело, Задерев'є, Мар'ямпіль) сільські ради.
Ліквідована 7 березня 1923 року, відповідно до постанови Всеукраїнського ЦВК «Про адміністративно-територіяльний поділ Волині», територію та населені пункти включено до складу новоствореного Олевського району Коростенської округи.